# Fitomenadionă
Fitomenadiona, cunoscută și ca vitamina K1, filochinonă sau fitonadionă, este o formă de vitamina K care este întâlnită în alimente și care este utilizată ca medicament și supliment alimentar. Ca medicament, este utilizată în tratamentul anumitor hemoragii, fiind un produs antihemoragic. Indicațiile includ: supradoza de anticoagulante (warfarină, acenocumarol), deficitul de vitamina K și probleme hepatice. Căile de administrare recomandate sunt orală și subcutanată. Calea injectabilă intravenoasă sau cea intramusculară este recomandată doar în cazul în care alte căi nu sunt utilizabile. Pe aceste căi, efectul se instalează în decurs de două ore.
Compusul a fost izolat pentru prima dată în anul 1939. În anul 1943, Edward Doisy și Henrik Dam au primit Premiul Nobel pentru descoperirea ei. Medicamentul se află pe lista medicamentelor esențiale ale Organizației Mondiale a Sănătății.